# Palazzo Baracchini

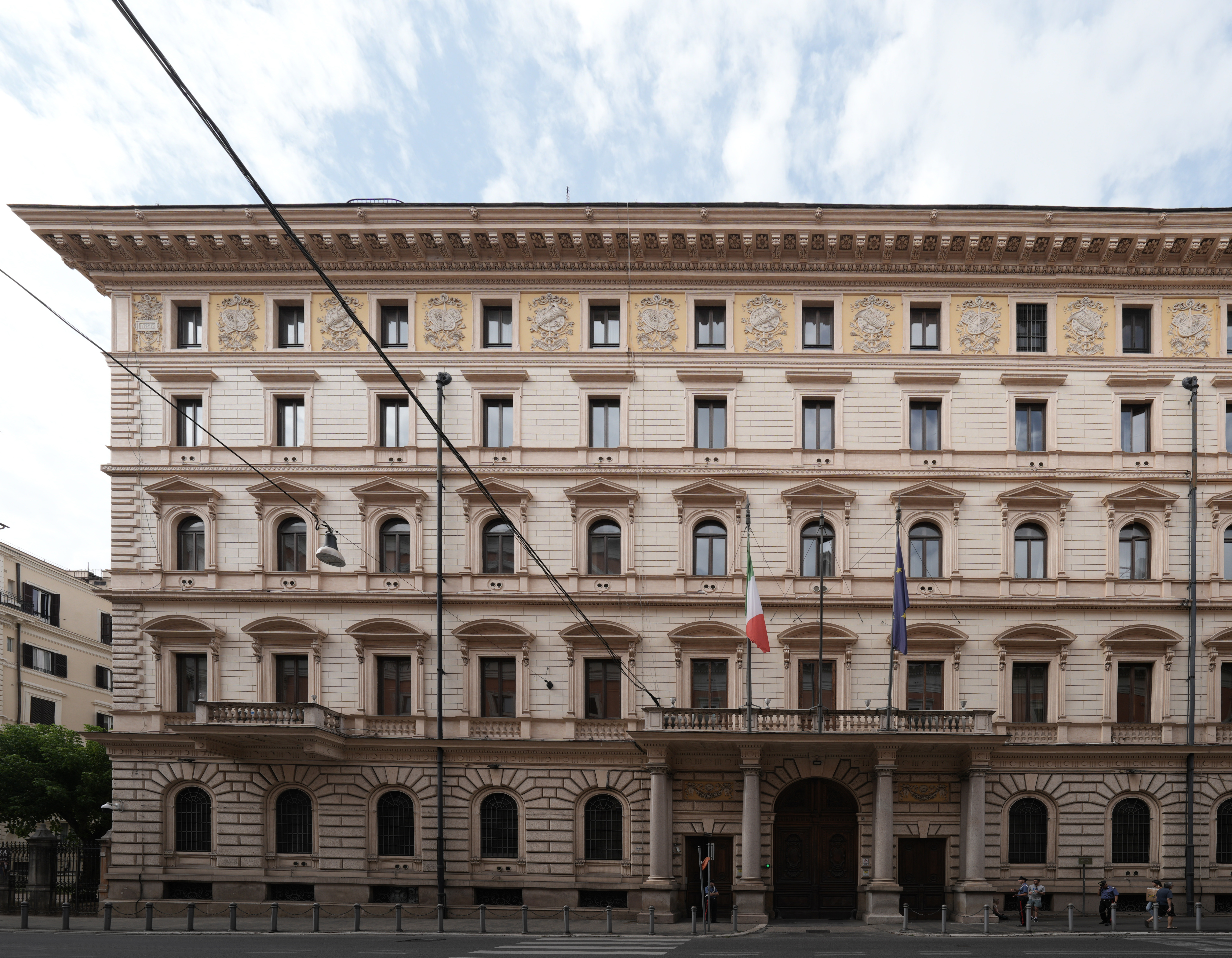
Nesta vista da Via XX Settembre, o Palazzo Caprara aparece em primeiro plano, seguindo pelo Palazzo Baracchini, ao qual está geminado.

Palazzo Baracchini é um palácio localizado no número 8 da Via XX Settembre, no rione Castro Pretorio de Roma, bem em frente ao imenso Palazzo Esercito e geminado ao Palazzo Caprara.

## História
O Palazzo Caprara e o Palazzo Baracchini foram construídos sobre a porção mais pitoresca do que era até então o jardim do Palazzo Barberini, o local onde ficava, até 1880, o sferisterio, uma quadra destinada ao jogo de bola que os Barberini haviam conseguido exclusividade. O projeto dos dois palácios foi entregue ao arquiteto Giulio Podesti, que concebeu os dois edifícios seguindo os ditames do ecletismo neorrenascentista inspirado nos modelos formais do maneirismo romano da metade do século XVI.
O Palazzo Baracchini, construído por volta de 1886 e estilisticamente homogêneo em relação ao vizinho Palazzo Caprara, apesar de geometricamente simplificado, apresenta uma fachada com treze janelas (cinco a mais que ele), distribuídas em cinco pisos, com um portal monumental ao centro articulado em três aberturas. Sua planta corresponde a 48 metros de frente e 32 metros de profundidade. A riqueza dos acabamentos dos elementos arquitetônicos, dos afrescos, dos estuques e das balaustradas tornaram estes dois edifícios testemunhos insubstituíveis da história da arquitetura romana.
Os dois edifícios foram adquiridos em 1940 pelo então Ministério da Guerra para suprir uma falta de espaço por conta das exigências da Segunda Guerra Mundial. Atualmente abriga o gabinete do ministro da defesa italiano.